# Cytherellidae
Cytherellidae is een familie van kreeftachtigen uit de klasse van de Ostracoda (mosselkreeftjes).

## Geslachten
- Cytherella Jones, 1849
- Cytherelloidea  Alexander, 1929
- Grammcythella Swanson, Jellinek & Malz, 2005
- Inversacytherella Swanson, Jellinek & Malz, 2005
- Keijcyoidea Malz, 1981
- Platella Coryell & Fields, 1937 †
- Staringia Veen, 1936 †